# Ґромбчин
Ґромбчин (пол. Grąbczyn) — село в Польщі, у гміні Щецинек Щецинецького повіту Західнопоморського воєводства.
Населення — 143 особи (2011).

## Демографія
Демографічна структура станом на 31 березня 2011 року:
|          | Загалом | Допрацездатний вік | Працездатний вік | Постпрацездатний вік |
| -------- | ------- | ------------------ | ---------------- | -------------------- |
| Чоловіки | 70      | 14                 | 53               | 3                    |
| Жінки    | 73      | 17                 | 48               | 8                    |
| Разом    | 143     | 31                 | 101              | 11                   |